# Alexander Kristoff
Alexander Kristoff (* 5. Juli 1987 in Oslo) ist ein norwegischer Radrennfahrer. Mit Mailand–Sanremo 2014 und der Flandern-Rundfahrt 2015 konnte er zwei Monumente des Radsports gewinnen. Außerdem wurde er im Jahr 2017 Straßenradsport-Europameister und Vize-Weltmeister. Im Jahr 2012 holte er die Bronzemedaille im olympischen Straßenrennen.

## Karriere

### Frühe Jahre
Kristoff ist der Sohn des Sportjournalisten Pål Thomassen und der Gynäkologin Anne Kristoff. Sein Stiefvater Stein Ørn war derjenige, der ihn für den Radsport begeisterte und ihn auch trainiert. Kristoff fuhr zunächst für den Stavanger Cycling Club und gewann im Jahr 2015 als Junior eine Etappe der Tour de Lorraine. Weiters wurde er im selben Jahr hinter Edvald Boasson Hagen norwegischer Junioren-Vizemeister im Einzelzeitfahren. Im Jahr 2016 wechselte der zum dänischen UCI Continental Team Glud & Marstrand Horsens.
Mit dem Jahr 2017 stieg Alexander Kristoff in die Klasse U23 auf und wechselte zum norwegischen UCI Continental Team Maxbo Bianchi (später Team Joker Bianchi). Im Juli zeigte er bei den norwegischen Meisterschaften auf, als er sich im Straßenrennen mit nur 19 Jahren gegen den mehrfachen Tour-de-France-Etappensieger Thor Hushovd durchsetzte und nationaler Meister der Elite wurde. In den Jahren 2008 und 2009 gewann Kristoff jeweils eine Etappe des Ringerike Grand Prix, ehe er im Jahr 2009 norwegischer U23-Meister im Straßenrennen wurde. Fünf Tage später holte er die Silbermedaille im Straßenrennen der Elite, wobei er sich im Zielsprint erneut gegenüber Thor Hushovd durchsetzte.
Im Jahr 2010 erhielt Alexander Kristoff einen Vertrag beim US-amerikanischen UCI WorldTeam BMC Racing. In seiner zweiten Saison gab er sein Grand-Tour-Debüt beim Giro d’Italia 2011, wo er den 157. Gesamtrang belegte. Seine beste Etappenplatzierung erzielte er auf dem leicht profilierten 8. Abschnitt, wo er den dritten Platz belegte. Im Anschluss wurde er zum zweiten Mal norwegischer Meister im Straßenrennen.

### Erfolge bei Katusha
Nach zwei Jahren wechselte Alexander Kristoff im Alter von 24 Jahren zum russischen UCI WorldTeam Katusha. Im Frühjahr gewann er einen Abschnitt der Drei Tage von De Panne und setzte sich zudem in der Punktewertung der belgischen Rundfahrt durch. Bei seinem zweiten Giro d’Italia verpasste er mit zwei zeiten Plätzen nur knapp einen Etappensieg, wobei er sich beide Male im Sprint dem Briten Mark Cavendish geschlagen geben musste. Nach Platz drei bei den norwegischen Meisterschaften, wurde Alexander Kristoff für das Straßenrennen bei den Olympischen Spielen von London nominiert. Hinter den beiden Ausreißern Alexander Winokurow und Rigoberto Urán setzte er sich im Sprint um den dritten Platz durch und holte somit im Alter von 25 Jahren die Bronzemedaille. Nach seinem bis dahin größten Erfolg, gewann er eine Etappe und die Punktewertung der Dänemark-Rundfahrt, sowie die Nachwuchswertung der World Ports Classic.
Im Jahr 2013 wiederholte Kristoff seine Erfolge bei den Drei Tage von De Panne, ehe er als Vierter die erste größere Gruppe über den Zielstrich der Flandern-Rundfahrt führte. Sowohl bei Mailand–Sanremo, als auch bei Paris–Roubaix fuhr er ebenfalls in die Top 10 und zeigte somit mit seinen Fähigkeiten bei den großen Eintagesrennen auf. Nach drei Etappensiegen bei der Tour of Norway, war Alexander Kristoff im Juni erstmals auf einem Abschnitt der UCI WorldTour erfolgreich, als er die 5. Etappe der Tour de Suisse gewann. Nach Platz zwei im Straßenrennen der norwegischen Meisterschaften, ging Kristoff erstmals bei der Tour de France an den Start und musste sich beim Auftakt auf Korsika nur dem Deutschen Marcel Kittel geschlagen geben. Nachdem er fünf weitere Massensprints in den Top 10 beendet hatte, belegte er schlussendlich den 147. Gesamtrang. Am Ende der Saison gewann er eine Etappe der Tour des Fjords.

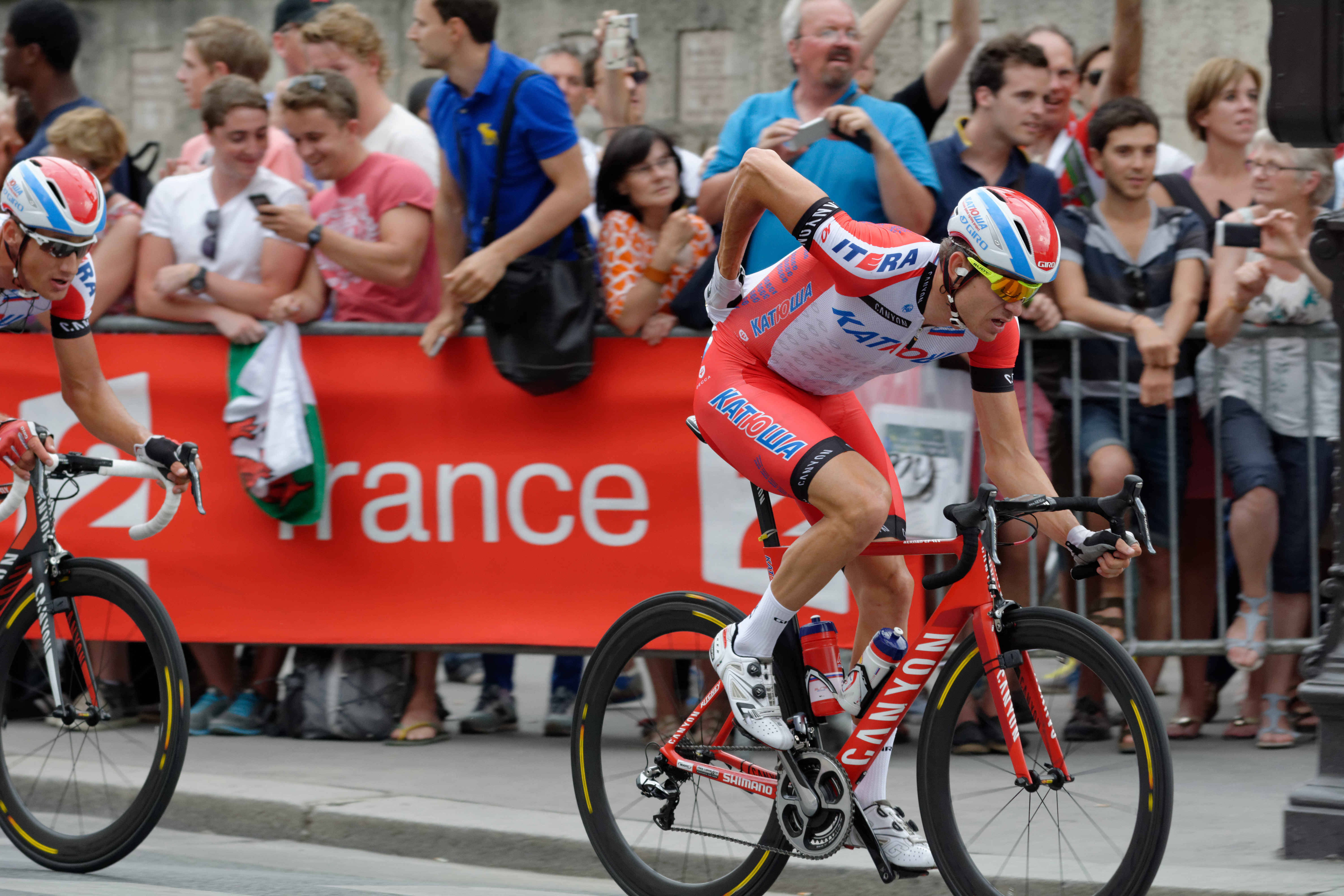
Alexander Kristoff bei der Tour de France 2014

Im März der Saison 2014 gewann Alexander Kristoff im Alter von 26 Jahren das Radsport Monument Mailand–Sanremo, als er sich im Sprint einer 25-köpfigen Spitzengruppe vor Fabian Cancellara und Ben Swift durchsetzte. Danach wurde er Fünfter der Flandern-Rundfahrt und gewann Eschborn–Frankfurt im Sprint einer größeren Gruppe. Im Anschluss bestritt er in seiner Heimat die Tour of Norway und Tour des Fjords, wobei er bei Ersterer eine Etappe gewann. Bei der Tour des Fjords hingegen entschied er gleich drei der fünf Abschnitte für sich und gewann neben der Punktewertung erstmals in seiner Karriere die Gesamtwertung einer Rundfahrt. Bei der Tour de France 2014 musste er sich zunächst zweimal als Zweiter geschlagen geben, ehe er die 12. und 15. Etappe im Sprint gewann. Schlussendlich belegte er auch auf der Champs Élysées den zweiten Etappenrang und wurde hinter Peter Sagan Zweiter der Punktewertung. Am Ende der Saison gewann Kristoff zwei Etappen und die Punktewertung des Arctic Race of Norway, sowie die Cyclassics Hamburg.

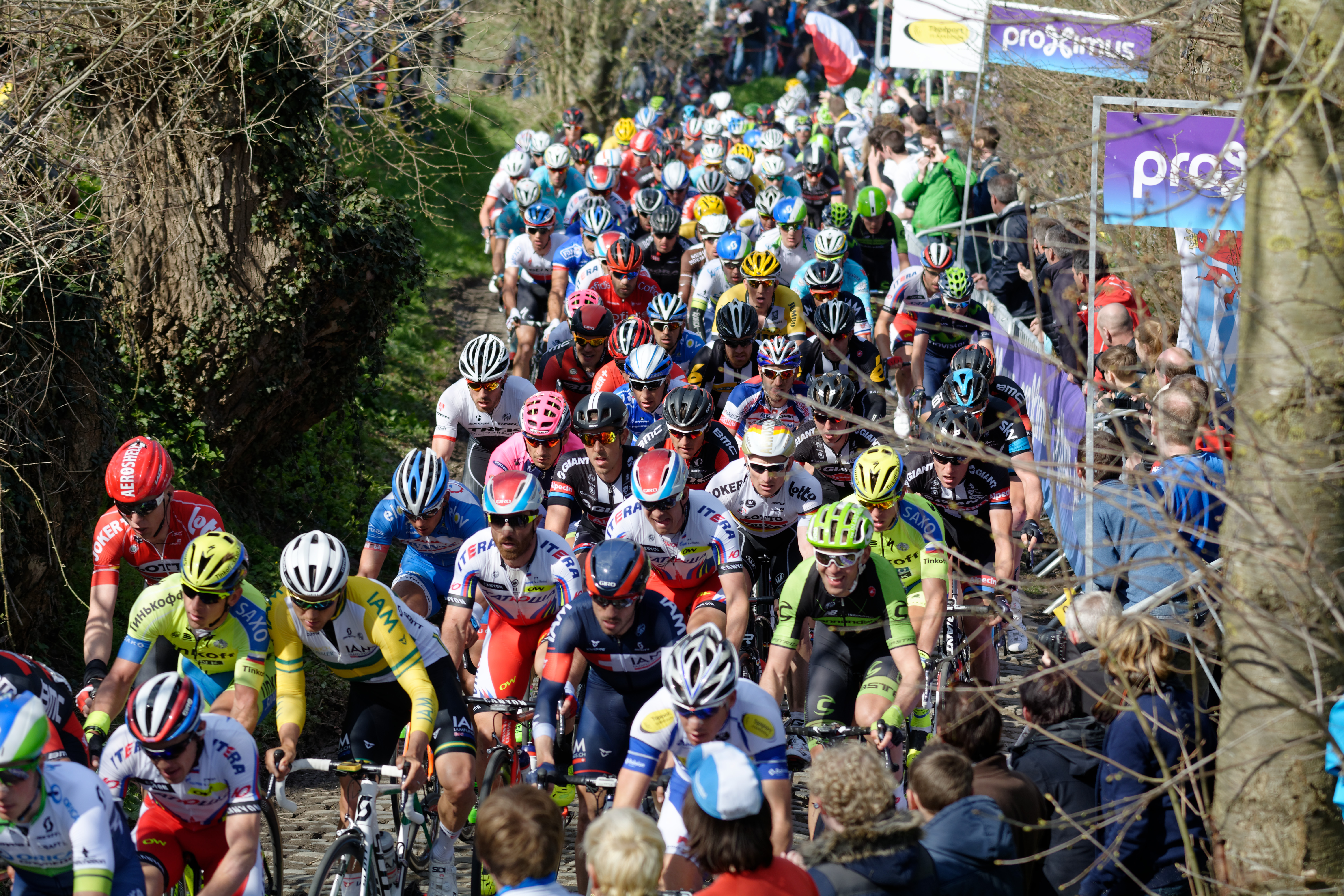
Im Jahr 2015 gewinnt Alexander Kristoff (Katusha Fahrer in der Mitte des Bildes) die Flandern-Rundfahrt

Im Jahr 2015 stieg Alexander Kristoff endgültig zu einem der besten Klassiker-Fahrer auf. Zu Beginn der Saison gewann er drei Etappen der Katar-Rundfahrt und eine Etappe der Oman-Rundfahrt. Nachdem er sich bei Kuurne–Brüssel–Kuurne nur dem Briten Mark Cavendish geschlagen geben hatte müssen, feierte er einen weiteren Etappensieg bei Paris–Nizza. Bei Mailand–Sanremo konnte der zwischenzeitlich 27-jährige Norweger seinen Vorjahressieg zwar nicht wiederholen, stand jedoch hinter John Degenkolb als Zweiter erneut auf dem Podium. Nach den Plätzen vier und neun bei E3 Harelbeke und Gent–Wevelgem, dominierte Kristoff die Drei Tage von De Panne, indem er drei der vier Abschnitte gewann und sich souverän in der Gesamtwertung und Punktewertung durchsetzte. Sein größter Saison-Erfolg gelang ihm jedoch im April, als er mit der Flandern-Rundfahrt bei einem weiteren Monument des Radsports triumphierte. Diesmal setzte er sich im Zwei-Mann-Sprint gegenüber dem Niederländer Niki Terpstra durch, nachdem sich die beiden rund 26 Kilometer vor dem Ziel im Anstieg des Kruisberg abgesetzt hatten. Kristoff war zugleich der erste norwegische Sieger bei der Flandern-Rundfahrt. Nachdem er auch den Scheldeprijs gewonnen hatte, galt Alexander Kristoff als Mitfavorit bei Paris–Roubaix belegte jedoch nur den zehnten Rang. Zudem wurde er für sein Verhalten kritisiert, da er gemeinsam mit anderen Fahrern einen Bahnübergang überquerte, obwohl sich der Schranken aufgrund eines herannahenden Zuges bereits geschlossen hatte. Im Mai gewann Kristoff insgesamt fünf Etappen bei der Tour of Norway und Tour des Fjords, wobei er sich in der Punktewertung beider Rennen durchsetzte. In Vorbereitung auf die Tour de France war er beim Grossen Preis des Kantons Aargau erfolgreich, ehe er erneut eine Etappe der Tour de Suisse gewann. Nachdem er bei der Frankreich-Rundfahrt ohne Etappensieg geblieben war, sicherte sich Kristoff eine Etappe und die Punktewertung des Arctic Race of Norway, ehe er im Vorfeld der Straßenradsport-Weltmeisterschaften mit mehreren Top-Resultaten bei den größeren Eintagesrennen aufzeigte. So stand er bei den Cyclassics Hamburg und dem Grand Prix Cycliste de Québec auf dem Podest und gewann dazwischen die Bretagne Classic Ouest-France. Bei den Weltmeisterschaften in Richmond verpasste er als Vierter nur knapp eine Medaille.
In der Saison 2016 gab Alexander Kristoff sein Debüt erneut im Nahen Osten und gewann bei der Katar-Rundfahrt und Oman-Rundfahrt insgesamt fünf Etappen. Bei Kuurne–Brüssel–Kuurne wurde er erneut Zweiter, ehe er bei Mailand–Sanremo und der Flandern-Rundfahrt in die Top 10 fuhr. Neben seinem zweiten Sieg bei Eschborn–Frankfurt sicherte er sich im Frühjahr jeweils einen Etappensieg bei den Drei Tage von De Panne und der Kalifornien-Rundfahrt. Nach Platz zwei im Straßenrennen der norwegischen Meisterschaften verpasste Kristoff erneut einen Etappensieg bei der Tour de France, wobei er zweimal Etappenzweiter wurde. Seine letzten Saisonerfolge feierte er in seiner Heimat Norwegen, wo er im Rahmen des Arctic Race of Norway und der Tour des Fjords vier Etappen gewann und bei Letzterer auch die Punktewertung und Gesamtwertung für sich entschied. Bei den flachen Straßenradsport-Weltmeisterschaften von Doha belegte er im Sprint des Straßenrennens den siebten Rang.

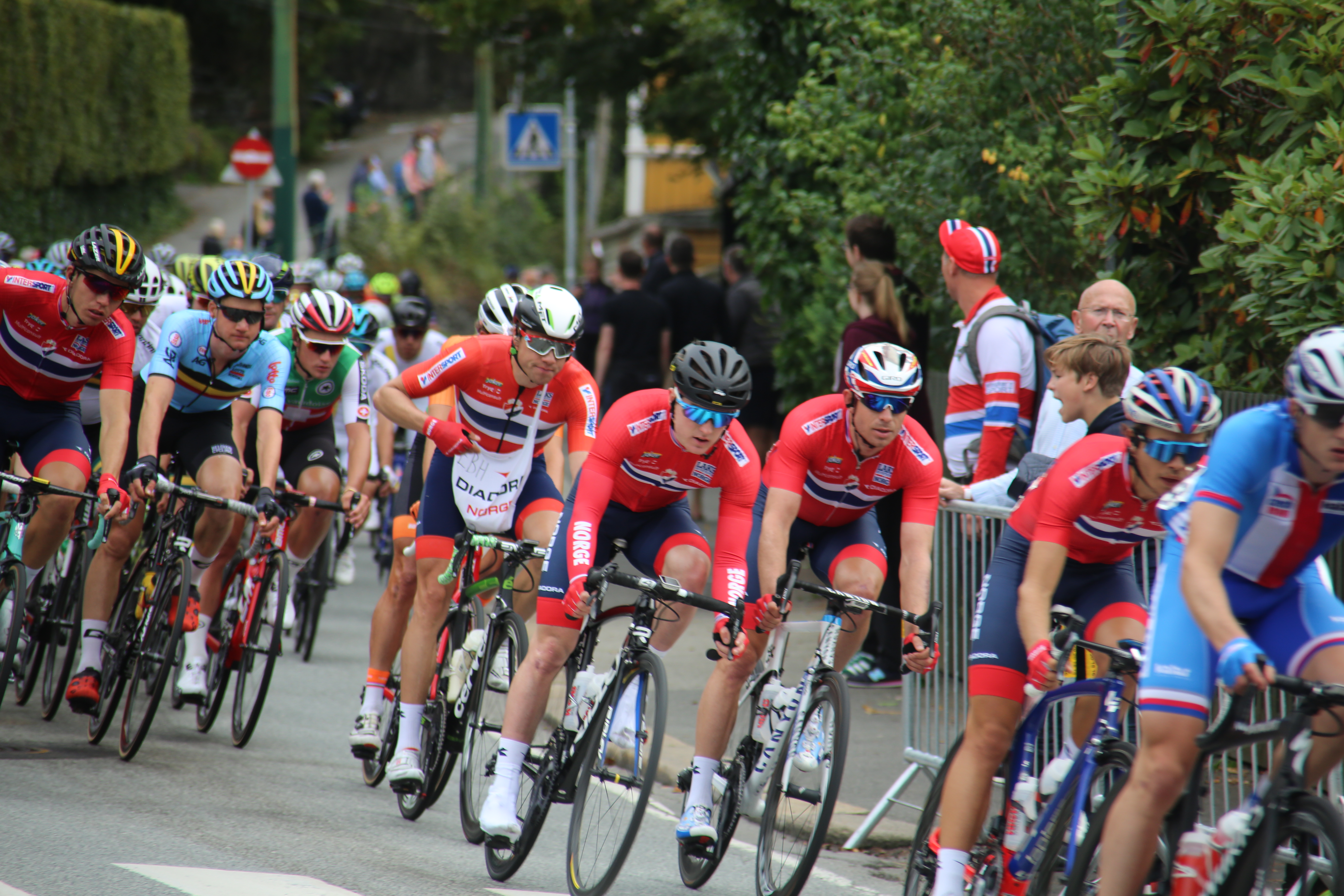
Bei den Straßenradsport-Weltmeisterschaften von Bergen muss sich Alexander Kristoff (Dritter von rechts) nur dem Slowaken Peter Sagan geschlagen geben

Im Jahr 2017 startete Kristoff mit einem Etappensieg beim Étoile de Bessèges in die Saison und sicherte sich zudem die Punktewertung der französischen Rundfahrt. Danach gewann er drei Etappen und die Punktewertung der Oman-Rundfahrt. Bei Mailand–Sanremo führte er die erste größere Gruppe über den Zielstrich, verpasste mit Rang vier jedoch einen weiteren Podestplatz. In ähnlicher Manier belegte er bei der Flandern-Rundfahrt den fünften Platz. Dazwischen war er neuerlich bei den Drei Tage von De Panne erfolgreich und sicherte sich neben einem Etappensieg auch die Punktewertung. Nachdem er bei Paris–Roubaix das Ziel nicht erreicht hatte, gewann er zum dritten Mal das Deutsche Eintagesrennen Eschborn–Frankfurt und zog somit mit dem Rekordhalter Erik Zabel gleich. Bei seinem Sieg fungierte dessen Sohn Rick Zabel als letzter Anfahrer von Kristoff. Nach einer weiteren sieglosen Tour de France setzte sich Alexander Kristoff im Massensprint beim Prudential RideLondon & Surrey Classic durch, ehe er im Trikot der norwegischen Nationalmannschaft Europameister im Straßenrennen wurde. Den Sieg erzielte er dabei im Massensprint am Ende der flachen Streckenführung von Herning. Im Anschluss gewann er eine Etappe des Arctic Race of Norway und musste sich bei der Bretagne Classic Ouest-France nur dem Italiener Elia Viviani geschlagen geben, den er im Sprint der Europameisterschaften auf Platz zwei verwiesen hatte. Nachdem er bei der Tour of Britain alle außer eine Etappe in den Top 5 beendet hatte und sich so in der Punktewertung durchsetzte, ging er bei den Straßenradsport-Weltmeisterschaft in seiner Heimat als Mitfavorit an den Start. Auf dem hügligen Parcours von Bergen behauptete er sich bis zuletzt in der Favoritengruppe und musste sich im abschließenden Sprint nur dem Slowaken Peter Sagan geschlagen geben, der seinen dritten Weltmeistertitel in Folge holte.

### Wechsel zum UAE Team Emirates

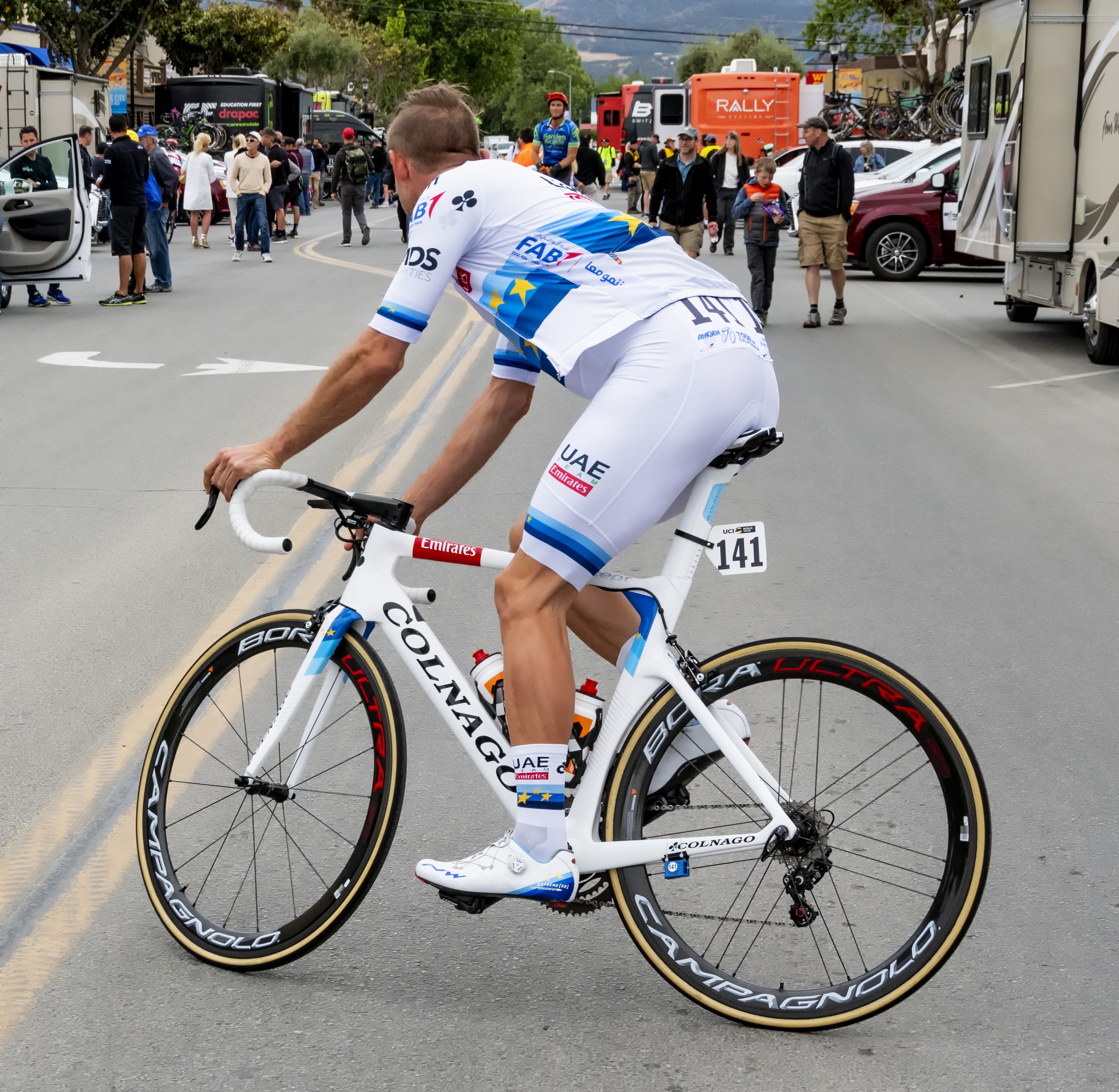
Alexander Kristoff im Trikot des Europameisters (2018)

Nach sechs Jahren bei der Katusha-Mannschaft, wechselte Alexander Kristoff im Alter von 30 Jahren zum UAE Team Emirates. Zu Beginn der Saison gewann er jeweils eine Etappe der Oman-Rundfahrt und Abu Dhabi Tour, verpasste als Vierter jedoch ein weiteres Mal einen Podestplatz bei Mailand–Sanremo. Nach einem enttäuschenden Frühjahr feierte er seinen vierten Sieg bei Eschborn–Frankfurt und stieg somit zum alleinigen Rekordsieger des Deutschen UCI-WorldTour-Rennens auf. Weiters gewann er zum zweiten Mal den Grossen Preis des Kantons Aargau und ging im Anschluss bei seiner sechsten Tour de France an den Start. Im Trikot des Europameisters setzte er sich im finalen Sprint auf der Champs Élysées durch und feierte somit nach drei sieglosen Jahren wieder einen Etappenerfolg bei der Frankreich-Rundfahrt.
Im Jahr 2019 gewann  Kristoff eine weitere Etappe der Oman-Rundfahrt, bevor er sich im Sprint bei dem belgischen Klassiker Gent–Wevelgem vor dem Deutschen John Degenkolb durchsetzte. Weiters stand der bei der Flandern-Rundfahrt und bei Eschborn–Frankfurt als Dritter auf dem Podium. Im Juni sicherte er sich mit einem Etappensieg erstmals die Gesamtwertung der Tour of Norway, bevor er zum dritten Mal den Grossen Preis des Kantons Aargau für sich entschied. Bei der Tour de France fuhr er hingegen nur dreimal in die Top 10, wobei er sich auf der 4. Etappe nur dem Italiener Elia Viviani geschlagen geben musste. Am Ende der Saison verpasste Alexander Kristoff als Vierter nur knapp eine Medaille bei den Europameisterschaften von Alkmaar, feierte jedoch jeweils einen Etappensieg bei der Deutschland Tour und Slowakei-Rundfahrt.

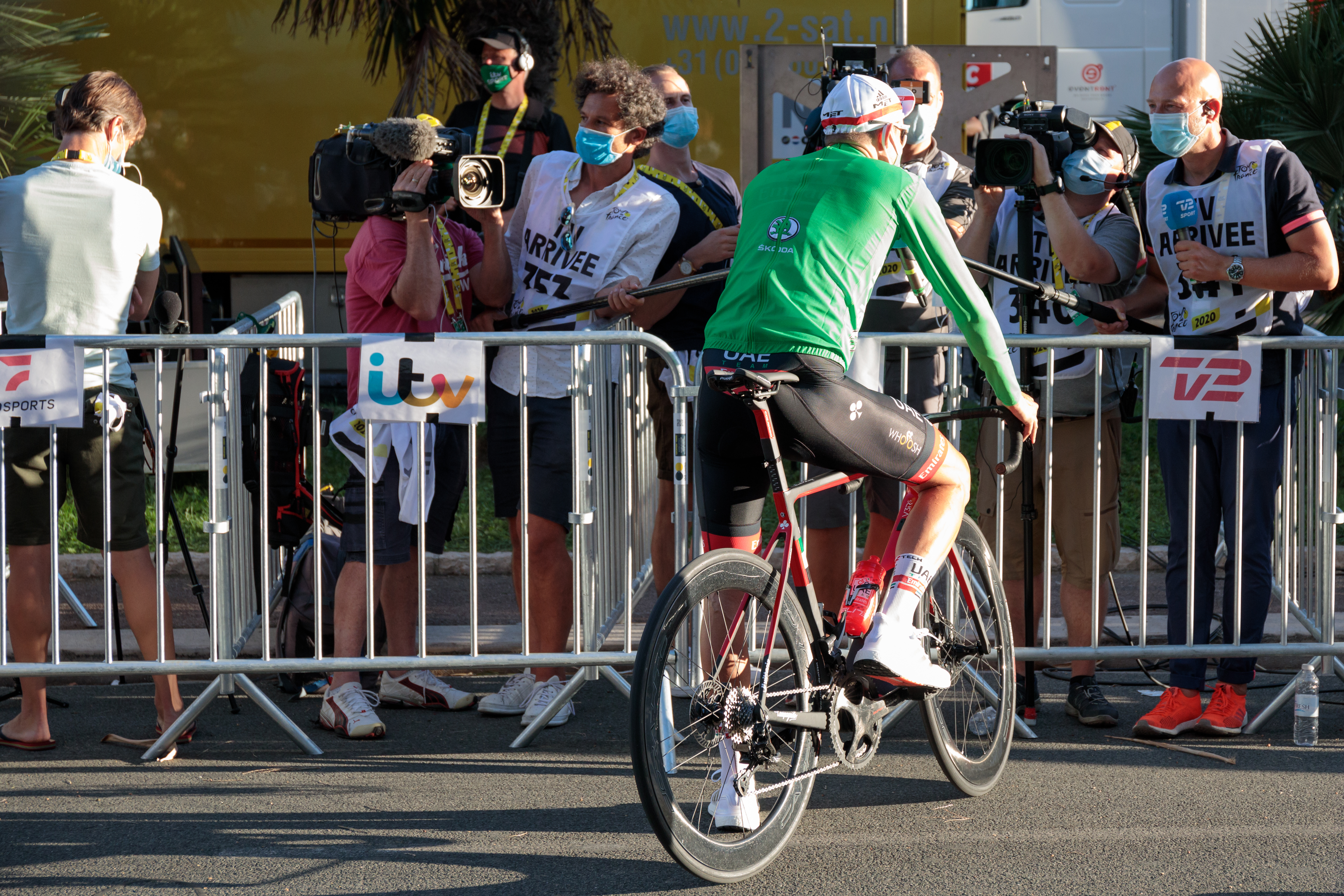
Alexander Kristoff im Grünen Trikot bei der Tour de France 2020

In der von der COVID-19-Pandemie beeinflussten Saison 2020, stand Kristoff im Frühjahr als Dritter auf dem Podium von Kuurne–Brüssel–Kuurne, ehe er im Vorfeld der in den September verschobenen Tour de France keine Top-Resultate einfahren konnte. Auf dem hügligen ersten Abschnitt der Frankreich-Rundfahrt behauptete er sich jedoch im Peloton und sprintete auf der vom Regen nassen Promenade des Anglais zu seinem ersten Gelben Trikot. Er setzte sich dabei im Sprint vor dem dänischen Weltmeister Mads Pedersen durch. Bereits auf der anspruchsvollen 2. Etappe musste Alexander Kristoff die Gesamtführung jedoch wieder abgegeben und fuhr im Anschluss in den Diensten des erst 21-jährigen Tadej Pogačar, der die Gesamtwertung einen Tag vor dem Abschluss der Rundfahrt übernahm. Am Ende der Saison stand Alexander Kristoff als Dritter erneut auf dem Podium der Flandern-Rundfahrt, wobei er sich nur den beiden Spitzenreitern Mathieu van der Poel und Wout van Aert geschlagen geben musste.
Im Jahr 2021 blieb Kristoff hinter seinen früheren Leistungen zurück und konnte nicht bei den Frühjahresklassikern überzeugen. Nachdem er die Punktewertung des Arctic Race of Norway gewonnen hatte, feierte er seine einzigen beiden Saisonsiege bei der Deutschland Tour, wo er Dritter der Gesamtwertung wurde. Weiters wurde er im Jahr 2021 Dritter von Eschborn–Frankfurt.

### Wechsel zu Intermarché-Wanty-Gobert Matériaux
Im Jahr 2022 fuhr Alexander Kristoff für eine Saison beim belgischen UCI WorldTeam Intermarché-Wanty-Gobert Matériaux. Für dieses gewann er mit der Clásica de Almería, dem Scheldeprijs und dem Circuit Franco-Belge drei Eintagesrennen der UCI ProSeries. Zudem konnte er erneut einen Abschnitt der Tour of Norway und Deutschland Tour für sich entscheiden. Weitere nennenswerte Resultate waren ein dritter Platz bei Mailand–Turin, sowie ein zehnter Platz bei der Flandern-Rundfahrt. Bei den nationalen Meisterschaften belegte er hinter Rasmus Tiller den zweiten Platz im Straßenrennen, ehe er am Saison-Ende in Wollongong als Sechster nur knapp eine Medaille bei den Straßenradsport-Weltmeisterschaften verpasste.

### Wechsel zu Uno-X
Im Alter von 35 Jahren wechselte Alexander Kristoff zum norwegischen UCI ProTeam Uno-X. In seiner ersten Saison gewann er eine Etappe der Algarve-Rundfahrt und Tour of Norway, ehe er den Gesamtsieg beim CRO Race nur um drei Sekunden verpasste. Im Jahr 2024 gewann er mit der Elfstedenronde, Antwerp Port Epic und dem Heistse Pijl drei kleinere belgische Eintagesrennen. Weiters feierte er Etappensieg bei der Tour of Norway, dem Arctic Race of Norway und dem CRO Race. In der UCI WorldTour blieb er jedoch weiterhin sieglos, wenngleich er bei der Tour de France 2024 zwei Etappen auf dem dritten Platz beendete.
Im Jahr 2025 gewann Alexander Kristoff im Alter von 37 Jahren eine Etappe der Andalusien-Rundfahrt. Es war bereits sein 97 Sieg als Rad-Profi.

## Diverses
Die Mutter von Kristoff, Anne Kristoff, initiierte die Spendensammlung „3V“, deren Einträge neben anderen Geldern den Bau der Sola Arena mit Radrennbahn ermöglichten. Kristoff ist der Enkel von Per Ørn, der als Radrennfahrer Teilnehmer der Internationalen Friedensfahrt war.

## Erfolge
2005
- eine Etappe Tour de Lorraine
- Norwegische Meisterschaft – Einzelzeitfahren (Junioren)

2007
- Norwegischer Meister – Straßenrennen

2008
- eine Etappe Ringerike Grand Prix

2009
- eine Etappe Ringerike Grand Prix
- Norwegischer Meister – Straßenrennen (U23)
- Norwegische Meisterschaft – Straßenrennen

2011
- Norwegischer Meister – Straßenrennen

2012
- eine Etappe und Punktewertung Driedaagse van De Panne-Koksijde
- Norwegische Meisterschaft – Straßenrennen
- Olympische Spiele – Straßenrennen
- eine Etappe und Punktewertung Post Danmark Rundt
- Nachwuchswertung World Ports Classic

2013
- eine Etappe und Punktewertung Driedaagse van De Panne-Koksijde
- drei Etappen und Punktewertung Tour of Norway
- eine Etappe Tour de Suisse
- Norwegische Meisterschaft – Straßenrennen
- eine Etappe und Mannschaftszeitfahren Tour des Fjords

2014
- eine Etappe Tour of Oman
- Mailand–Sanremo
- Eschborn–Frankfurt
- zwei Etappen und Punktewertung Tour of Norway
- Gesamtwertung, drei Etappen und Punktewertung Tour des Fjords
- zwei Etappen Tour de France
- zwei Etappen und Punktewertung Arctic Race of Norway
- Vattenfall Cyclassics

2015
- drei Etappen und Punktewertung Tour of Qatar
- eine Etappe Tour of Oman
- eine Etappe Paris–Nice
- Gesamtwertung, drei Etappen und Punktewertung Driedaagse van De Panne-Koksijde
- Ronde van Vlaanderen
- Scheldeprijs
- zwei Etappen und Punktewertung Tour of Norway
- drei Etappen und Punktewertung Tour des Fjords
- Grosser Preis des Kantons Aargau
- eine Etappe Tour de Suisse
- eine Etappe und Punktewertung Arctic Race of Norway
- Grand Prix Ouest France

2016
- drei Etappen und Punktewertung Tour of Qatar
- zwei Etappen Tour of Oman
- eine Etappe und Punktewertung Driedaagse van De Panne-Koksijde
- Eschborn–Frankfurt
- eine Etappe Kalifornien-Rundfahrt
- Norwegische Meisterschaft – Straßenrennen
- eine Etappe Arctic Race of Norway
- Gesamtwertung, Punktewertung und drei Etappen Tour des Fjords

2017
- eine Etappe und Punktewertung Étoile de Bessèges
- drei Etappen und Punktewertung Tour of Oman
- eine Etappe und Punktewertung Driedaagse van De Panne-Koksijde
- Eschborn–Frankfurt
- Prudential RideLondon & Surrey Classic
- Europameister – Straßenrennen
- eine Etappe Arctic Race of Norway
- Punktewertung Tour of Britain
- Weltmeisterschaft – Straßenrennen

2018
- eine Etappe Tour of Oman
- eine Etappe Abu Dhabi Tour
- Eschborn–Frankfurt
- Grosser Preis des Kantons Aargau
- eine Etappe Tour de France

2019
- eine Etappe Tour of Oman
- Gent–Wevelgem
- Gesamt- und Punktewertung, eine Etappe Tour of Norway
- Grosser Preis des Kantons Aargau
- eine Etappe Deutschland Tour
- eine Etappe Slowakei-Rundfahrt

2020
- eine Etappe Tour de France

2021
- Punktewertung Arctic Race of Norway
- zwei Etappen Deutschland Tour

2022
- Clásica de Almería
- Scheldeprijs
- Norwegische Meisterschaft – Straßenrennen
- Circuit Franco-Belge
- eine Etappe Deutschland Tour

2023
- eine Etappe Algarve-Rundfahrt
- eine Etappe Tour of Norway
- Norwegische Meisterschaft – Straßenrennen
- Punktewertung Kroatien-Rundfahrt

2024
- Elfstedenronde
- Antwerp Port Epic
- eine Etappe Tour of Norway
- Heistse Pijl
- zwei Etappen Arctic Race of Norway
- zwei Etappen Kroatien-Rundfahrt

2025
- eine Etappe Andalusien-Rundfahrt
- eine Etappe Arctic Race of Norway

## Wichtige Platzierungen
| Grand Tour            | 2010 | 2011 | 2012 | 2013 | 2014 | 2015 | 2016 | 2017 | 2018 | 2019 | 2020 | 2021 | 2022 | 2023 | 2024 |
| --------------------- | ---- | ---- | ---- | ---- | ---- | ---- | ---- | ---- | ---- | ---- | ---- | ---- | ---- | ---- | ---- |
| Giro d’ItaliaGiro     | –    | 156  | 149  | –    | –    | –    | –    | –    | –    | –    | –    | –    | –    | –    | –    |
| Tour de FranceTour    | –    | –    | –    | 147  | 125  | 130  | 149  | 130  | 114  | 139  | 132  | –    | 101  | 134  | 131  |
| Vuelta a EspañaVuelta | –    | –    | –    | –    | –    | –    | –    | –    | –    | –    | –    | –    | –    | –    | –    |

| Weltmeisterschaft        | 2010 | 2011 | 2012 | 2013 | 2014 | 2015 | 2016 | 2017 | 2018 | 2019 | 2020 | 2021 | 2022 | 2023 | 2024 |
| ------------------------ | ---- | ---- | ---- | ---- | ---- | ---- | ---- | ---- | ---- | ---- | ---- | ---- | ---- | ---- | ---- |
| StraßenrennenStraße      | 69   | –    | –    | –    | 8    | 4    | 7    | 2    | –    | 7    | –    | 21   | 6    | DNF  | –    |
| EinzelzeitfahrenEZF      | –    | –    | –    | –    | –    | –    | –    | –    | –    | –    | –    | –    | –    | –    | –    |
| MannschaftszeitfahrenMZF | –    | –    | –    | –    | –    | –    | 8    | 9    | –    | –    | –    | –    | –    | –    | –    |

| Monument                 | 2010 | 2011 | 2012 | 2013 | 2014 | 2015 | 2016 | 2017 | 2018 | 2019 | 2020 | 2021 | 2022 | 2023 | 2024 | 2025 |
| ------------------------ | ---- | ---- | ---- | ---- | ---- | ---- | ---- | ---- | ---- | ---- | ---- | ---- | ---- | ---- | ---- | ---- |
| Mailand–Sanremo          | –    | –    | 131  | 8    | 1    | 2    | 6    | 5    | 4    | 14   | 83   | 89   | 26   | –    | 85   | –    |
| Flandern-Rundfahrt       | –    | –    | 15   | 4    | 5    | 1    | 4    | 4    | 16   | 3    | 3    | 18   | 10   | 18   | 74   | 55   |
| Paris–Roubaix            | DNF  | DNF  | 57   | 9    | DNF  | 10   | 48   | DNF  | 57   | 56   | –    | 14   | –    | 15   | 21   | DNF  |
| Lüttich–Bastogne–Lüttich | –    | –    | –    | –    | –    | –    | –    | –    | –    | –    | –    | –    | –    | –    | –    |      |
| Lombardei-Rundfahrt      | –    | –    | –    | –    | –    | –    | –    | –    | –    | –    | –    | –    | –    | –    | –    |      |